# Anua david
Anua david là một loài bướm đêm trong họ Erebidae.